# 土门关
土门关，位于中国河北省石家庄市东、西土门村，为石家庄市鹿泉市的一个省级文物保护单位，类型为古建筑，公布时间为2001年2月7日。
土门关的历史年代为明、清。